# تشانی
تشانی (سیریلیک صربی: Тешањ)  شهری در کانتون زنیتسا-دوبوی، بوسنی و هرزگوین است که در سال ۲۰۱۳ میلادی ۲۷۶٫۲۲ نفر جمعیت داشته‌است.

## نگارخانه

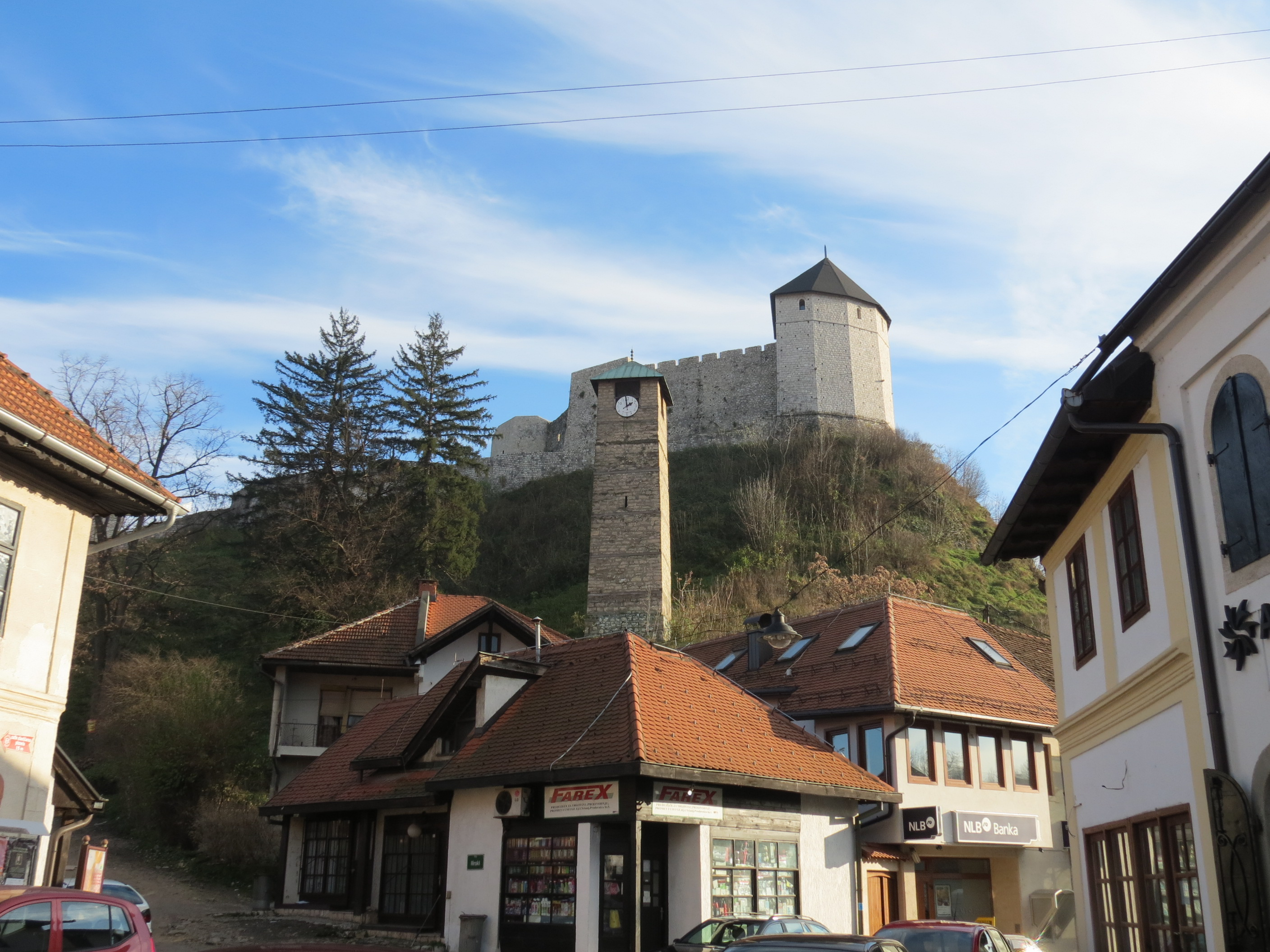
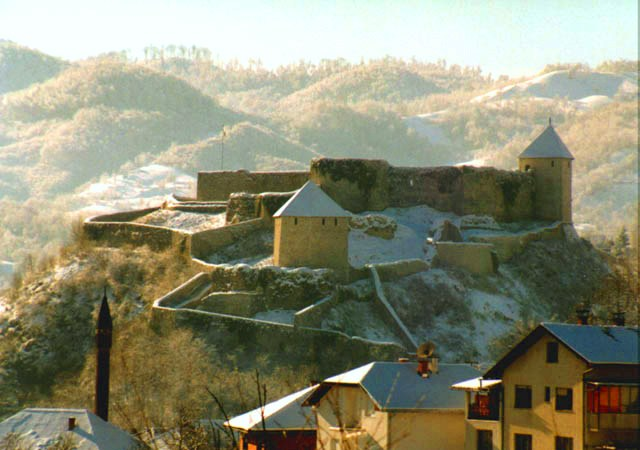
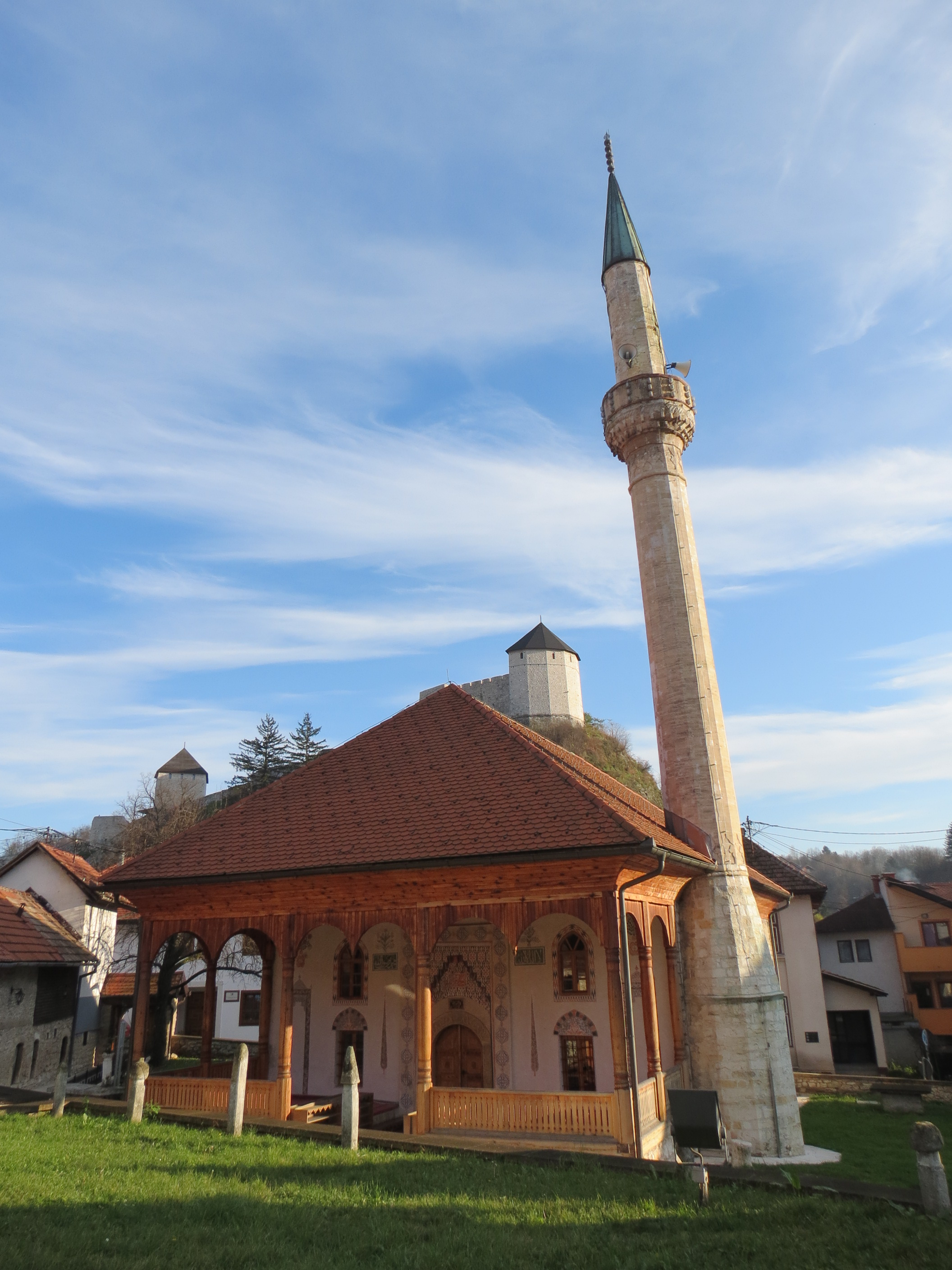
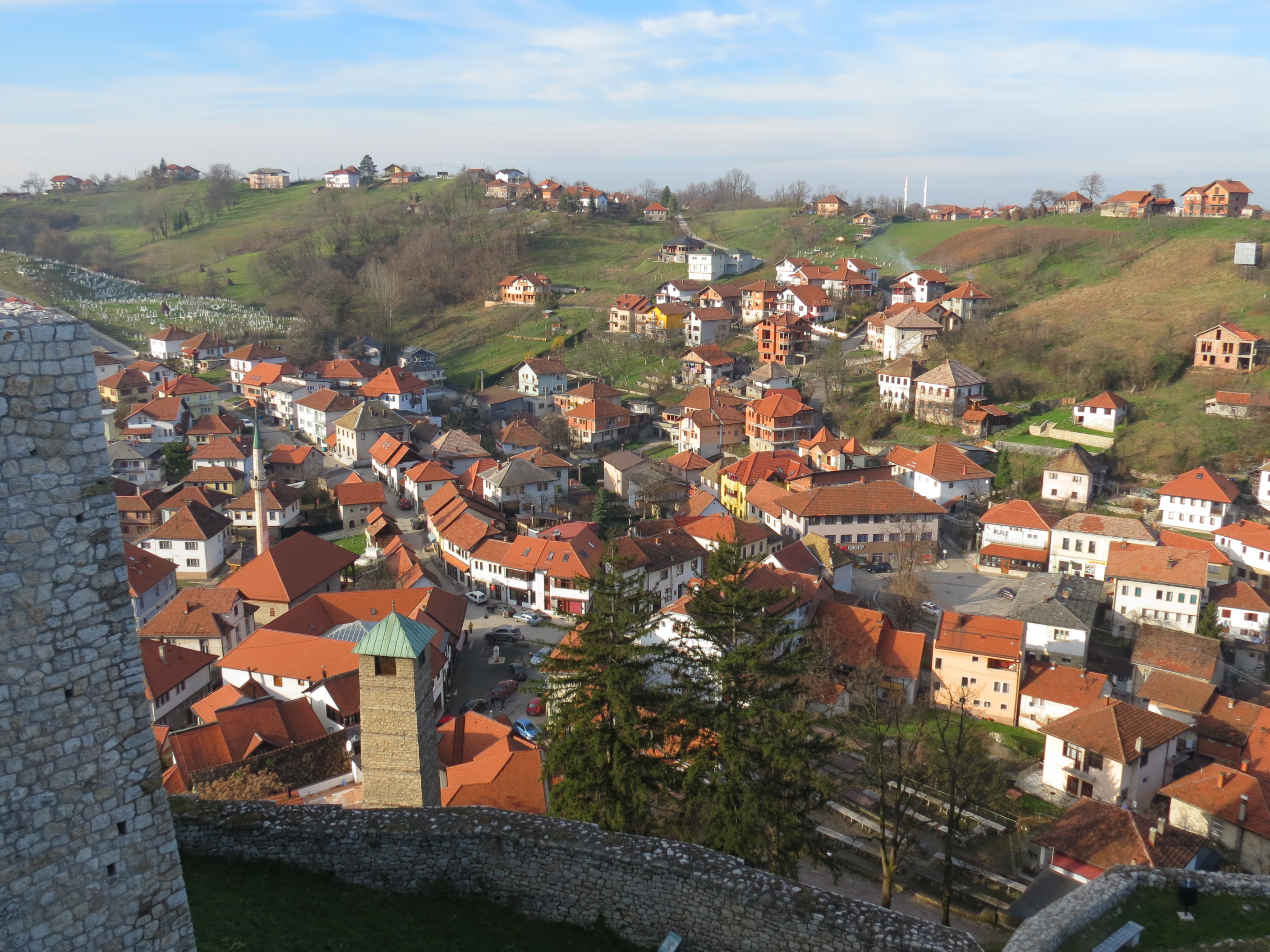